# Madalena e Samaiões
Madalena e Samaiões (llamada oficialmente União das Freguesias de Madalena e Samaiões) es una freguesia portuguesa del municipio de Chaves, distrito de Vila Real.

## Historia
Fue creada el 28 de enero de 2013 en aplicación de una resolución de la Asamblea de la República de Portugal promulgada el 16 de enero de 2013 con la unión de la freguesia de Madalena y la mayor parte de la freguesia de Samaiões (excepto la parte de la misma situada en la margen derecha del río Tâmega, que pasó a formar parte de la freguesia de Santa Maria Maior), pasando su sede a estar situada en la antigua freguesia de Madalena.

## Demografía
| Gráfica de evolución demográfica de Madalena e Samaiões entre 2011 y 2021 |
|                                                                           |
| Datos según el nomenclátor publicado por el INE portugués.                |